# Цемес
Цемес (рус. Цемес) малена је река која протиче југозападним делом Краснодарске покрајине, на југу европског дела Руске Федерације. Протиче преко територије Новоросијског градског округа, односно кроз град Новоросијск.
Извире на североисточној падини брда Гудзева у залеђу Новоросијска, тече углавном у смеру југоистока и након свега 14 km тока улива се у Цемески залив Црног мора. Ниво воде у кориту је доста низак, а просечан проток на годишњем нивоу је око 0,51 3⁄. Површина басена Цемеса је 82,6 km².